# Engelbert Kaempfer
Engelbert Kaempfer (Lemgo, 16 settembre 1651 – Lieme, 2 novembre 1716) è stato un naturalista, botanico, viaggiatore, scrittore e medico tedesco.

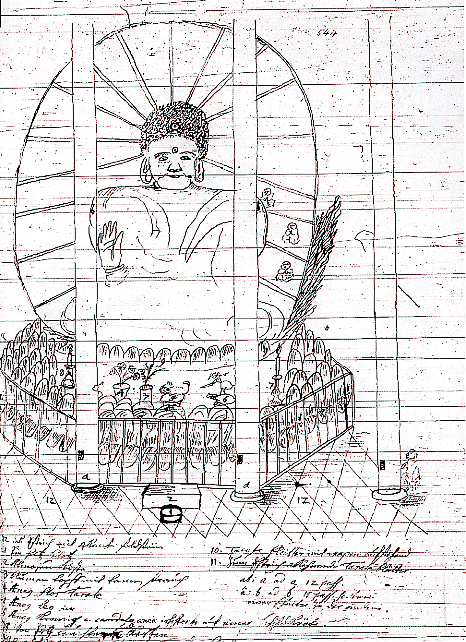
Lo schizzo di Kaempfer del Kyoto Daibutsu

La sua notorietà a livello scientifico deriva dall'aver descritto e classificato per primo il Ginkgo biloba; estremamente significativi sotto il punto di vista etnografico risultano i suoi resoconti sulle culture asiatiche, in particolare il Giappone, con le quali ebbe modo di venire a contatto nel corso di numerosi viaggi.
Come già Thomas Hyde nel 1700, anche Kaempfer, nel suo resoconto Amoenitates Exoticae (1712), usò l'espressione "scrittura cuneiforme" a proposito delle iscrizioni copiate dai muri delle rovine di Istakhr, nell'antica città di Persepoli.

## Opere
- Amoenitatum exoticarum politico-physico-medicarum fasciculi 5, Lemgo, 1712
- The History of Japan, Londra, vol. 1 1727, vol. 2 1728
- Histoire naturelle, civile, et ecclesiastique de l'empire du Japon: composée en allemand par Engelbert Kæmpfer, ... & traduite en françois sur la version angloise de Jean-Gaspar Scheuchzer, 2 voll., L'Aia, 1729
- (LA) Icones selectae plantarum quas in Japonia collegit et delineavit Engelbertus Kaempfer, London, 1791.